# Pseudobactricia
Pseudobactricia is een geslacht van Phasmatodea uit de familie Diapheromeridae. De wetenschappelijke naam van dit geslacht is voor het eerst geldig gepubliceerd in 1999 door Brock.

## Soorten
Het geslacht Pseudobactricia is monotypisch en omvat slechts de volgende soort:
- Pseudobactricia ridleyi (Kirby, 1904)